# Лянсі-Герттоніемі
Лянсі-Герттоніемі (фін. Länsi-Herttoniemi, швед. Västra Hertonäs) — квартал у районі Герттоніемі, Гельсінкі, Фінляндія. Населення — 8 076 осіб, площа — 2,73 км².
У складі Гельсінкі, як і весь район, з 1946 року. Забудова відбулась наприкінці 1940-х, на початку 1950-х років.

## Посилання

Лянсі-Герттоніемі на мапі Гельсінкі
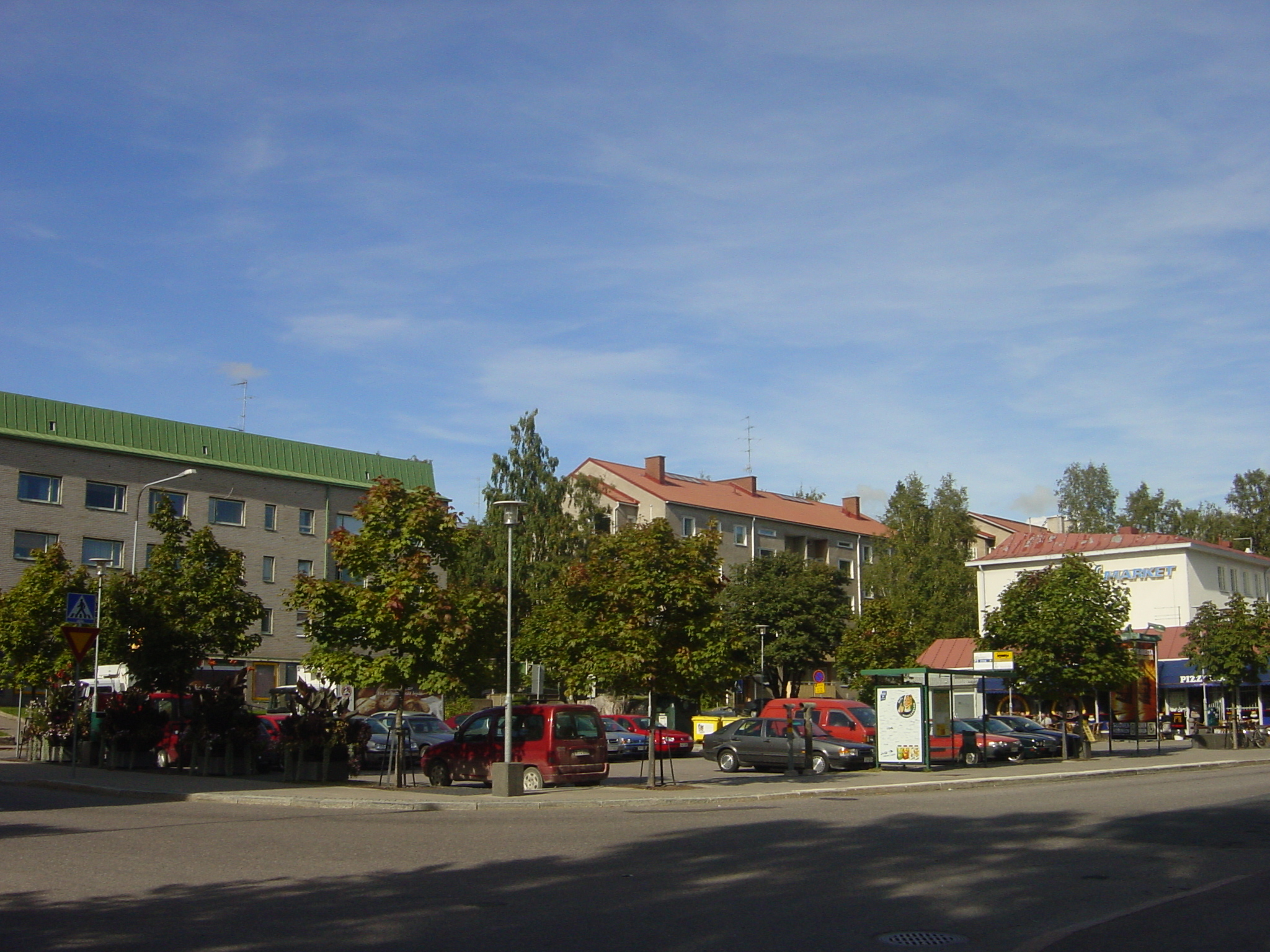
Лянсі-Герттоніемі